# 達契亞汽車
達契亞（羅馬尼亞語發音：[ˈdat͡ʃi.a] ⓘ）是羅馬尼亞一家汽車公司，名稱源自羅馬尼亞古時候的名稱「達基亞」。該公司成立於1966年，1999年被法國雷諾汽車收購至今。達契亞現時是羅馬尼亞收入最高的公司和最大的出口商。
達契亞的汽車工廠地點位於苗韋尼，該製造工廠是歐洲第五大汽車生產廠，2016年交付量達到584,219輛（包括汽車和散裝料），2015年達到550,912輛。

## 車型
- 達契亞1100（英语：Dacia 1100）（1968-1971）
- 達契亞1300（英语：Dacia 1300）（1969-2004）
- 達契亞Solenza（英语：Dacia Solenza）（2003-2005）
- 達契亞Sandero（2007-）
- 達契亞Duster（英语：Dacia Duster）（2009-）

## 流行文化

### 絕地求生
在絕地求生的交通工具中，其中有一輛車是達契亞1300。

### Top Gear
在Top Gear中，每當詹姆斯·梅介紹達契亞的車型時，就會說「好消息！」（Good News！）

## 外部連結
- 達契亞